# Simson Schwalbe
Die Simson Schwalbe ist ein Kleinkraftrad der DDR, das von Simson in Suhl hergestellt wurde. Die erste Baureihenbezeichnung der Schwalbe ab 1964 lautet KR 51. Die Buchstaben „KR“ stehen dabei für Kleinroller, die „5“ für die Größe des Hubraums von 50 cm³ und die „1“ dient der Unterscheidung zum Vorgänger, dem KR 50.
Die Schwalbe darf (mit Ausnahme von Re-Importen) in Deutschland trotz der zulässigen Höchstgeschwindigkeit von 60 km/h als Kleinkraftrad mit einem Versicherungskennzeichen zulassungsfrei und in allen Bundesländern bereits mit 15 Jahren gefahren werden (Führerscheinklasse AM). Weitergehende Informationen dazu im Artikel Simson S 51.

## Allgemeines
Die Schwalbe war 1964 das erste Modell der damals neuen Vogelserie von Simson. Insgesamt gab es drei Baureihen mit zusammen neun Modellen der Schwalbe. 1986 wurde sie durch den neu konstruierten Kleinroller SR 50 abgelöst. Mit mehr als 1 Million gebauten Exemplaren war sie in der DDR außerordentlich stark verbreitet und ist noch heute Bestandteil des Straßenbildes. Zahlreiche Bauteile der Schwalbe finden sich im dreirädrigen Krause-Duo wieder. In Westdeutschland wurde die Schwalbe nicht angeboten, deshalb existieren auch keine Neupreise in DM.
Die Schwalbe kann in Deutschland entsprechend einer Ausnahmeregelung trotz der Höchstgeschwindigkeit von 60 km/h als Kleinkraftrad mit einem Versicherungskennzeichen zulassungsfrei gefahren werden (Führerscheinklasse AM) und benötigt demzufolge auch keine Hauptuntersuchung.
Seit Sommer 2017 vertreibt der in München ansässige Hersteller GOVECS unter demselben Namen E-Schwalbe einen Elektroroller, der ursprünglich am ehemaligen Simson-Standort Suhl von der efw Suhl GmbH entwickelt wurde und dessen Formgestaltung an die Simson Schwalbe angelehnt ist. Der Schwalbe-Schriftzug und der Gepäckträger wurden ebenso wie das Konzept eines Motorrollers mit vergleichsweise großen Laufrädern von der Simson Schwalbe übernommen, davon abgesehen weisen die Fahrzeuge jedoch kaum technische Gemeinsamkeiten auf.

## Entwicklungsgeschichte

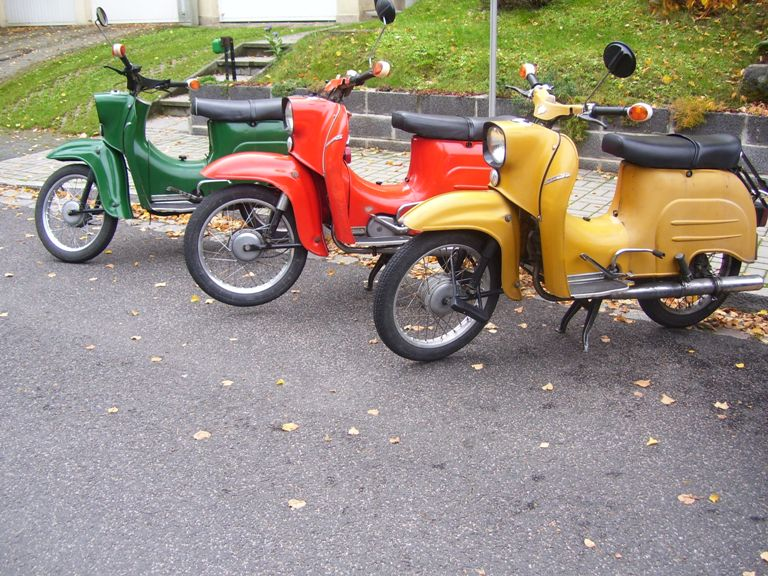
Original erhaltene Schwalben: KR 51/2 L Bj. 82 billardgrün, KR 51/1 S Bj. 79 kirschrot, KR 51/1 K Bj. 79 saharabraun

1958, bei Erscheinen des KR 50, begannen entsprechend dem internationalen Trend die Arbeiten an einem zweisitzigen Nachfolgermodell. Leitender Konstrukteur war Erhard Werner, der bereits seit 1949 bei Simson angestellt war. Die Schwalbe wurde jedoch im Kollektiv mit Karl-Heinz Walther und Georg Schübel entwickelt. Bald zeigte sich, dass für den Zweipersonenbetrieb ein deutlich stärkerer Motor vonnöten war. 1960 wurde mit der Erprobung von vier Prototypen begonnen, die teilweise zweifarbig lackiert waren. Nach dem Lastenheft von 1962 war der Typ KR 51 als Kleinkraftrad ohne Geschwindigkeitsbegrenzung konzipiert und auf eine Höchstgeschwindigkeit von 68 km/h ausgelegt. Damit sollte – dem damaligen Weltstandsvergleich folgend – ein auch im Westen konkurrenzfähiges Kleinkraftrad geschaffen werden. Nach Verhandlungen mit den zuständigen Ministerien wurde die Geschwindigkeit jedoch 1963 auf 60 km/h begrenzt. Dazu wurde die Übersetzung im dritten Gang geändert. Der Typ KR 51 wurde zwar als Kleinroller mit gutem Wetterschutz entworfen, aber die Anordnung des Motors, Aufbau und Fahreigenschaften zeigen, dass es sich weniger um einen Roller, als um ein blechverkleidetes Mokick handelt. Vergleicht man mit dem Vorläufer KR 50, fällt eine inkonsequente Weiterentwicklung der Form auf, was in der notwendigen Beibehaltung kostspieliger Tiefziehwerkzeuge begründet lag. Karl-Heinz Walther, einer der Konstrukteure der Schwalbe meint: Wer ein Gefühl für Ästhetik hat, kann die Schwalbe kaum als schön bezeichnen. Die KFT urteilte 1964, dass es mit der Schwalbe dennoch gelungen sei, den vor allem im Heckbereich als missglückt bezeichneten KR 50 zu einem insgesamt ansprechenden Fahrzeug weiterzuentwickeln. Gelobt wurde vor allem die Gestaltung des vorderen Kotflügels, der eine nahezu ideale Lösung für ein Fahrzeug mit Langarmschwinge darstelle.
Der gebläsegekühlte 3-Gang-Motor M53 KHL war eine Neuentwicklung und bereits an der Geländesportmaschine GS 50 erprobt worden. Er sollte anders als der bisherige Motor nicht mehr in Sömmerda, sondern direkt bei Simson produziert werden. Dies verzögerte die Serieneinführung der Schwalbe erheblich, weil zuerst eine entsprechende Taktstraße in Simsons Werkhallen errichtet werden musste. Die Erprobung der Schwalbe-Funktionsmuster wurde so lange durchgeführt, bis eine Haltbarkeit des Grundaufbaus über 40.000 km erreicht wurde. 1963 wurden 20 Nullserienfahrzeuge gebaut. Nach dem offiziellen Serienstart im Februar 1964 traten insbesondere wegen fehlender bauartgenehmigter Rückstrahler zunächst Unregelmäßigkeiten in der Produktion auf. Ab April 1964 konnte Simson dann die Schwalbe regelmäßig ausliefern. Ein Vergaser, der den Ansprüchen des neuen Motors gerecht wurde, stand erst 1965 zur Verfügung. Bis dahin musste die Schwalbe mit dem Typ NKJ-135-5, einem leicht modifizierten Vergaser des Vorgängers KR 50, ausgeliefert werden.

## Konstruktionsmerkmale
Das Rückgrat der Schwalbe bildete wie schon beim Vorgängertyp KR 50 ein Doppelrohrrahmen. Das Fahrwerk basierte auf einer neuen Vollschwingenkonstruktion, wobei der vordere Schwingenträger anders als üblich äußerlich nicht sichtbar im Kotflügel angeordnet war. Die Federwege betrugen 105/85 mm vorn/hinten, die Federbeine waren anfangs reibungsgedämpft, später wurden modellabhängig auch hydraulische Dämpfer verwendet. Die Laufräder (Alufelgen) waren mit 16″ vergleichsweise groß für einen Kleinroller. Die Vollnaben-Trommelbremsen wurden im Vergleich zum KR 50 auf 125 mm Durchmesser vergrößert, wodurch eine Verzögerung des Fahrzeugs von 7 m/s² erreicht wurde. Vorderes und hinteres Laufrad waren gleich und ließen sich durch Steckachsen sehr einfach demontieren, wobei der Hinterradantrieb wegen der zweigeteilten Steckachse komplett an der Hinterradschwinge verbleiben konnte. Praktisch war zudem die vollgekapselte Kette nach MZ-Patent.
Der Zylinder des 50-cm³-Einzylinder-Zweitakt-Ottomotor hatte einen Druckguss-Aluminiumkühlrippenkörper und eingepresste Laufbuchsen aus Grauguss. Er leistete mit zunächst 3,4 - später 3,7 PS deutlich mehr als der Motor des KR 50. Das handgeschaltete Getriebe wurde auf 3 Gänge erweitert, später kamen Ausführungen mit Fußschaltung und 4-Gang-Getriebe hinzu. Die Ansaugluft wurde durch einen Ölnetzfilter gereinigt, der Vergaser mit separatem Leerlauf- und Start-System kam von BVF (außer 1964/65). Der Kraftstoffbehälter fasste 6,8 l und befand sich unter der Sitzbank. Die Blechverkleidung mit Beinschild und Trittbrettern ähnelte jener des KR 50. Neu war die Doppelsitzbank; der großzügige Gepäckträger mit verstellbarem Spannband des KR 50 konnte dennoch beibehalten werden. Der gekröpfte Lenker war nicht höhenverstellbar. Seinerzeit für ein Kleinkraftrad überdurchschnittlich war die elektrische Ausstattung, die auch Batterie, Blinker, Bremslicht, Lichthupe und Parkleuchte umfasste. Die Schwalbe war das erste Fahrzeug im Kfz-Bau der DDR, das einen Kabelsatz mit Flachsteckverbindungen besaß.

## Baureihe KR 51
Die erste Generation der Schwalbe wurde unter der allgemeinen Typenbezeichnung KR 51 ohne Zusatz von 1964 bis 1968 produziert. Der gebläsegekühlte 3-Gang-Motor wurde anfangs nur mit Handschaltung, ab 1965 wahlweise mit Fußschaltung angeboten. Als Farbe war das typische, kräftige Atlantikblau im Angebot, außerdem Tundragrau sowie Verkehrsorange. Schwalben der ersten Jahre unterscheiden sich in vielen Details von späteren Jahrgängen, was sie heute im Originalzustand zu gesuchten Raritäten macht. So war die Form der Blinker anders, der Kippständer aus Stahl und in Fahrzeugfarbe lackiert, ein Katzenauge am Fahrzeugheck montiert, der Kettenkasten aus Aluminium, die Sitzbank mit Chromrahmen etc. Die Ansauggeräuschdämpfung fiel eher spärlich aus, was zu einem kräftig-kernigen Motorklang führte. Beteiligt daran war auch die recht einfache Auspuffanlage. Bei der recht hohen Nenndrehzahl von 6500 min−1 traten deutliche Vibrationen auf.
Der Motor benötigte als Kraftstoffgemisch entsprechend der damaligen Ölqualität 1 : 33. Ab 1965 wurde ein verbesserter Vergaser mit einem separaten Start- und Leerlaufsystem eingebaut, wobei der Kraftstoffverbrauch im Teillastbereich gesenkt werden konnte. Dabei entfiel auch die Tupferbetätigung und die Choke-Bedienung wurde vom Blech unter dem Lenker an den Lenkergriff verlegt. Auch der neue Vergaser reizte die Möglichkeiten der Abgasverringerung jedoch nicht aus, der Lambda-Wert im Teillastbereich verbesserte sich lediglich von etwa 0,65 auf 0,75 und im Leerlauf von 0,45 auf 0,55.
Trotz des noch nicht optimal konstruierten Motors wurde der KR 51 den Anforderungen des Zweipersonenbetriebs gerecht. Bei voller Beladung konnten im 3. Gang noch Steigungen bis 3 % bewältigt werden (Solo bis 5 %), und im 1. Gang betrug die Steigleistung bei voller Belastung 15 %, bzw. 25 % Solo. Die Beschleunigung (Solo) von 0 auf 40 km/h betrug 9 s; 60 km/h wurden nach 40 s erreicht. Im Testbericht der KFT von 1964 wurde die nicht sehr bedienungsfreundliche Handschaltung kritisiert. Davon abgesehen wurde die Schwalbe allgemein gelobt und im Gegensatz zur parallel angebotenen Jawa 05 sei sie auch dem Zweipersonenbetrieb in jeder Hinsicht voll gewachsen. Der Kraftstoffverbrauch betrug 3 l/100 km, die Höchstgeschwindigkeit 64 km/h.

KR 51 von Februar 1964, unrestauriertes Original. Mit Sitzbankbezug als Zubehör.
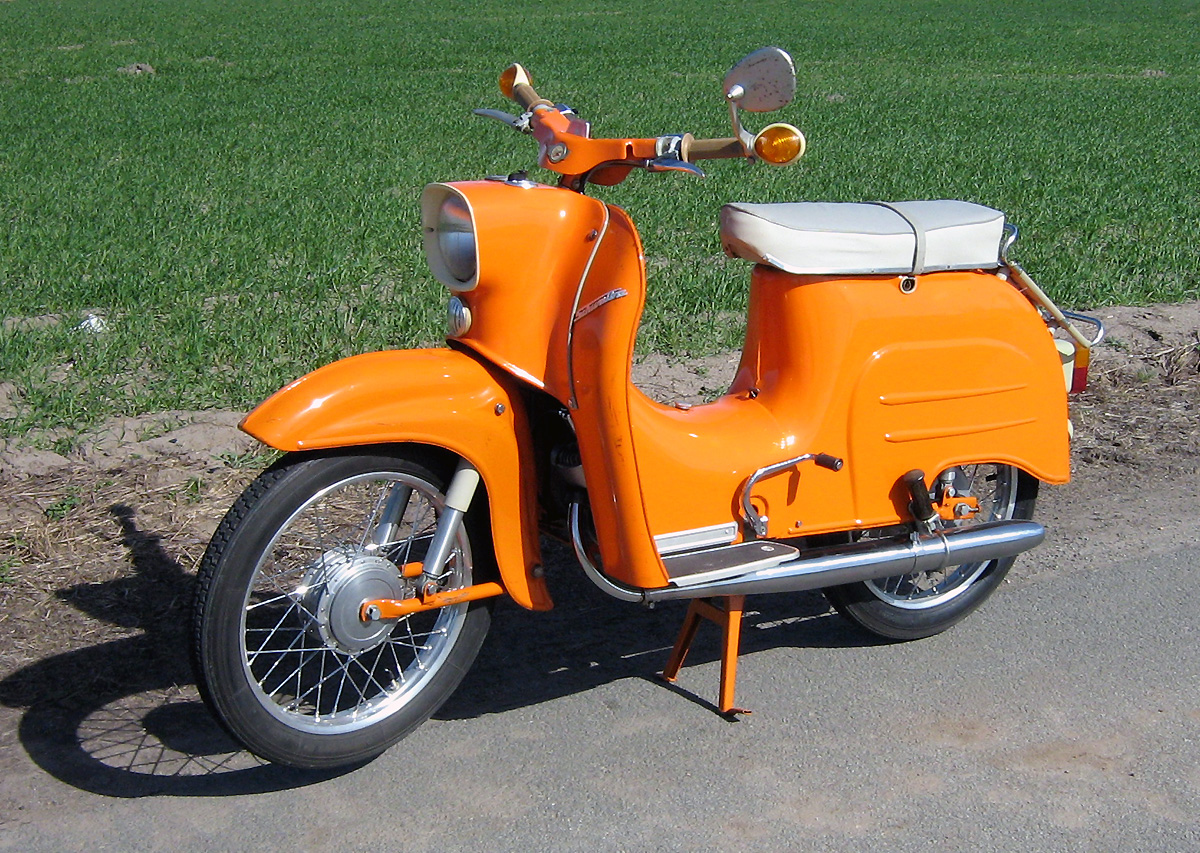
KR 51 von 1964; unrestauriertes Original.
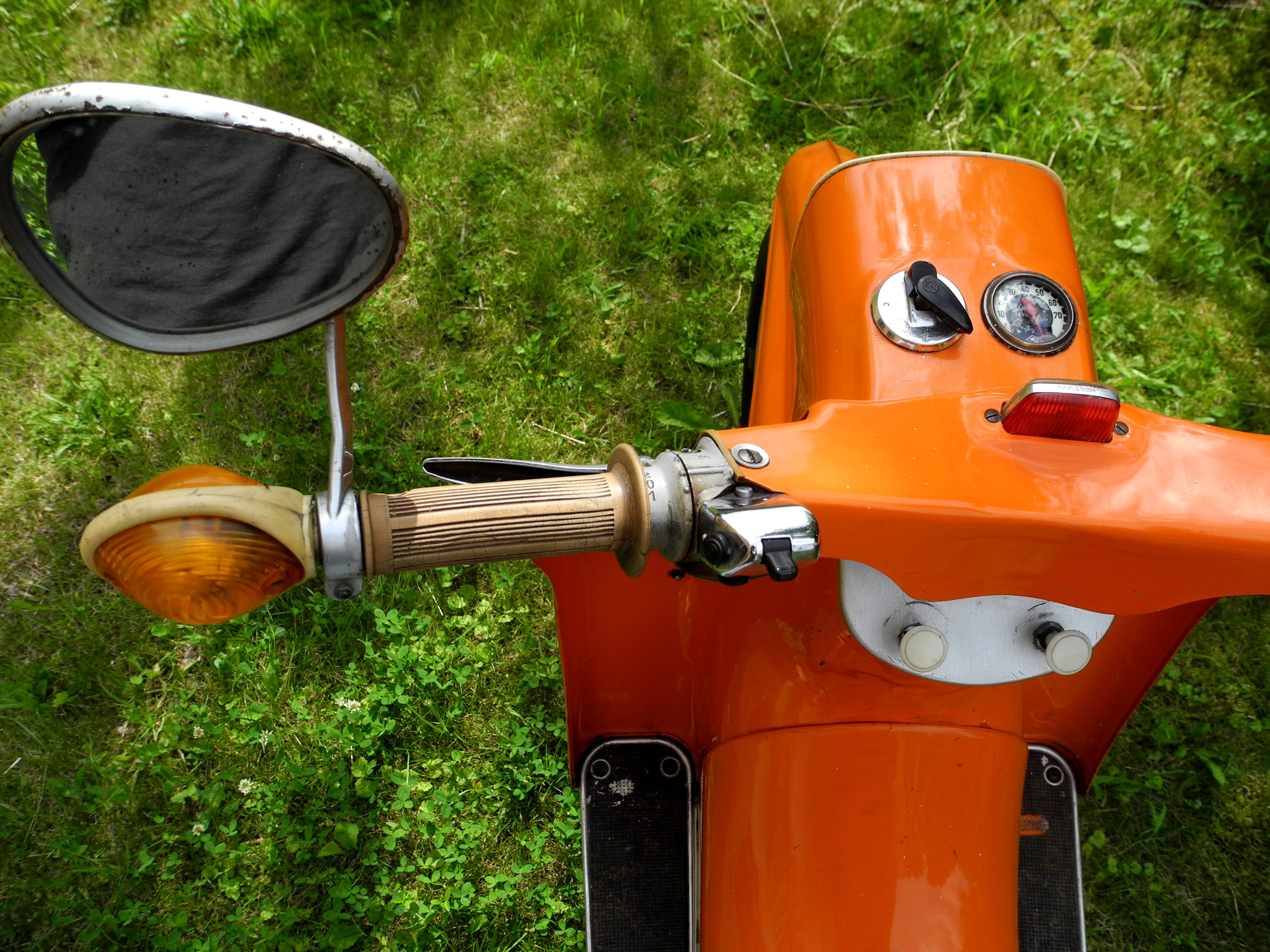
Armaturen der Ausführung 1964.
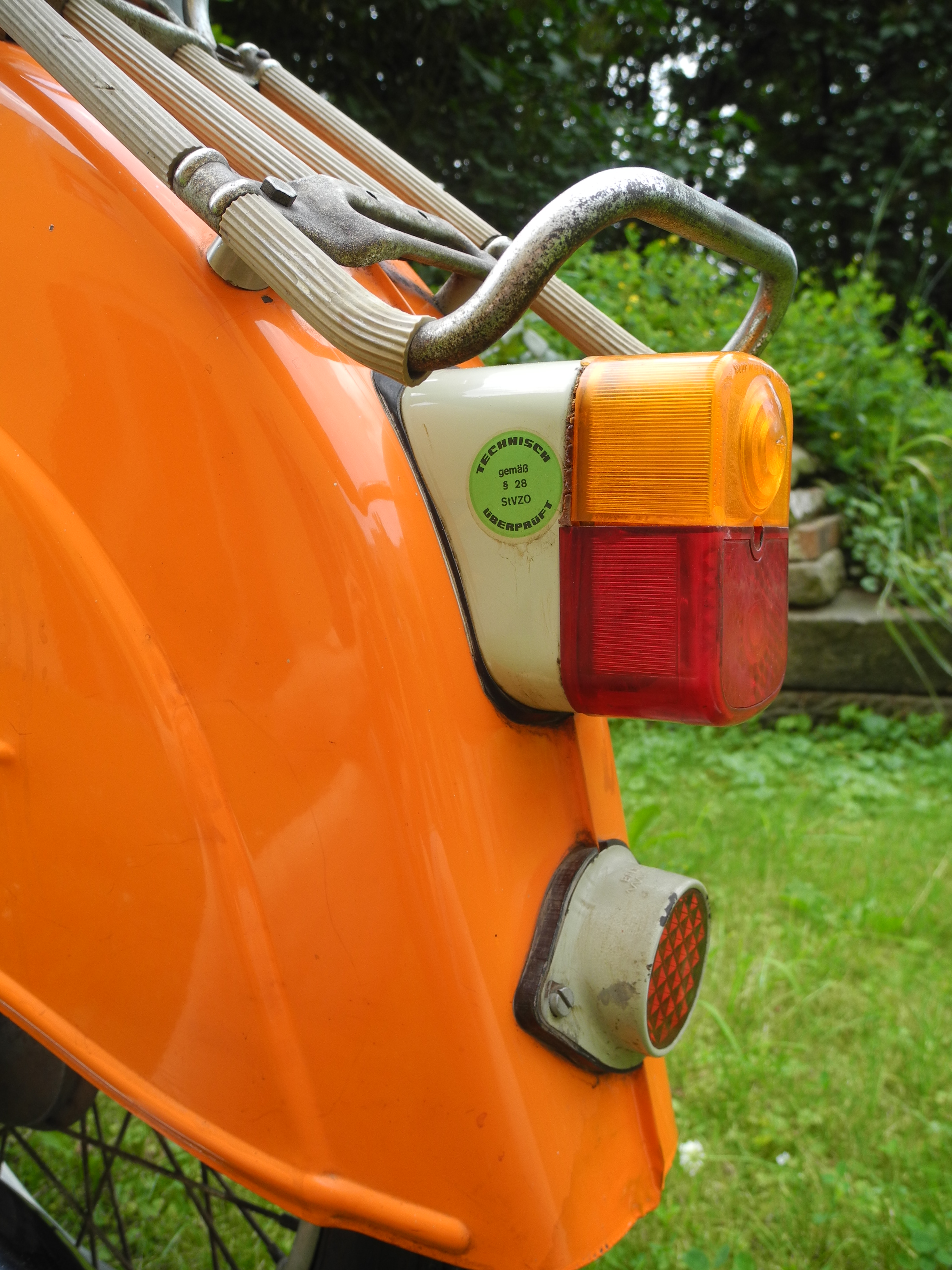
Heckpartie Ausführung 1964 (Spannband fehlt).

|                       | KR 51                                                                         |
| --------------------- | ----------------------------------------------------------------------------- |
| Bauzeit               | 1964–1968                                                                     |
| Motor                 | M 53 KHL                                                                      |
| BohrungxHub           | 40 × 39,5 mm                                                                  |
| Hubraum               | 49,6 cm³                                                                      |
| Verdichtung           | 9,5:1                                                                         |
| Leistung              | 3,4 PS / 6500 min−1                                                           |
| Drehmoment            | 3,7 Nm / 6000 min−1                                                           |
| Kühlung               | Radialgebläse                                                                 |
| Zündung               | Magnetzündung mit Unterbrecher                                                |
| Vergaser              | NKJ 153-5 von BVF; ab 1965 Typ 16 N1-1                                        |
| Getriebe              | 3-Gang-Fußschaltung & Handschaltung                                           |
| Rahmen                | Doppelrohr                                                                    |
| Radführung vorn       | geschobene Langarmschwinge mit reibungsgedämpftem Federbein (105 mm Federweg) |
| Radführung hinten     | Schwinge mit reibungsgedämpftem Federbein (85 mm Federweg)                    |
| Bremsen               | Trommeln vorn/hinten; 125 mm Durchmesser                                      |
| Bereifung             | 2,75 × 16" (alte Bezeichnung 20 × 2,75)                                       |
| Scheinwerferleistung  | 15/15 W                                                                       |
| Radstand              | 1190 mm                                                                       |
| Länge × Breite × Höhe | 1815 mm × 745 mm × 1125 mm                                                    |
| Leergewicht           | 79 kg                                                                         |
| Gesamtmasse           | 230 kg                                                                        |
| Höchstgeschwindigkeit | 60 km/h                                                                       |
| Stückzahl             | 163.500                                                                       |

## Baureihe KR 51/1

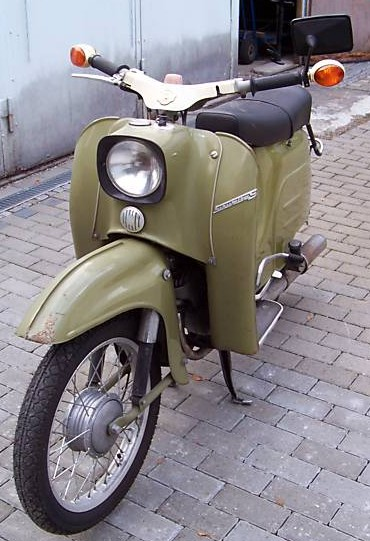
KR51.1S Bj75 original, mit automatischer Kupplung und deshalb ohne Kupplungshebel

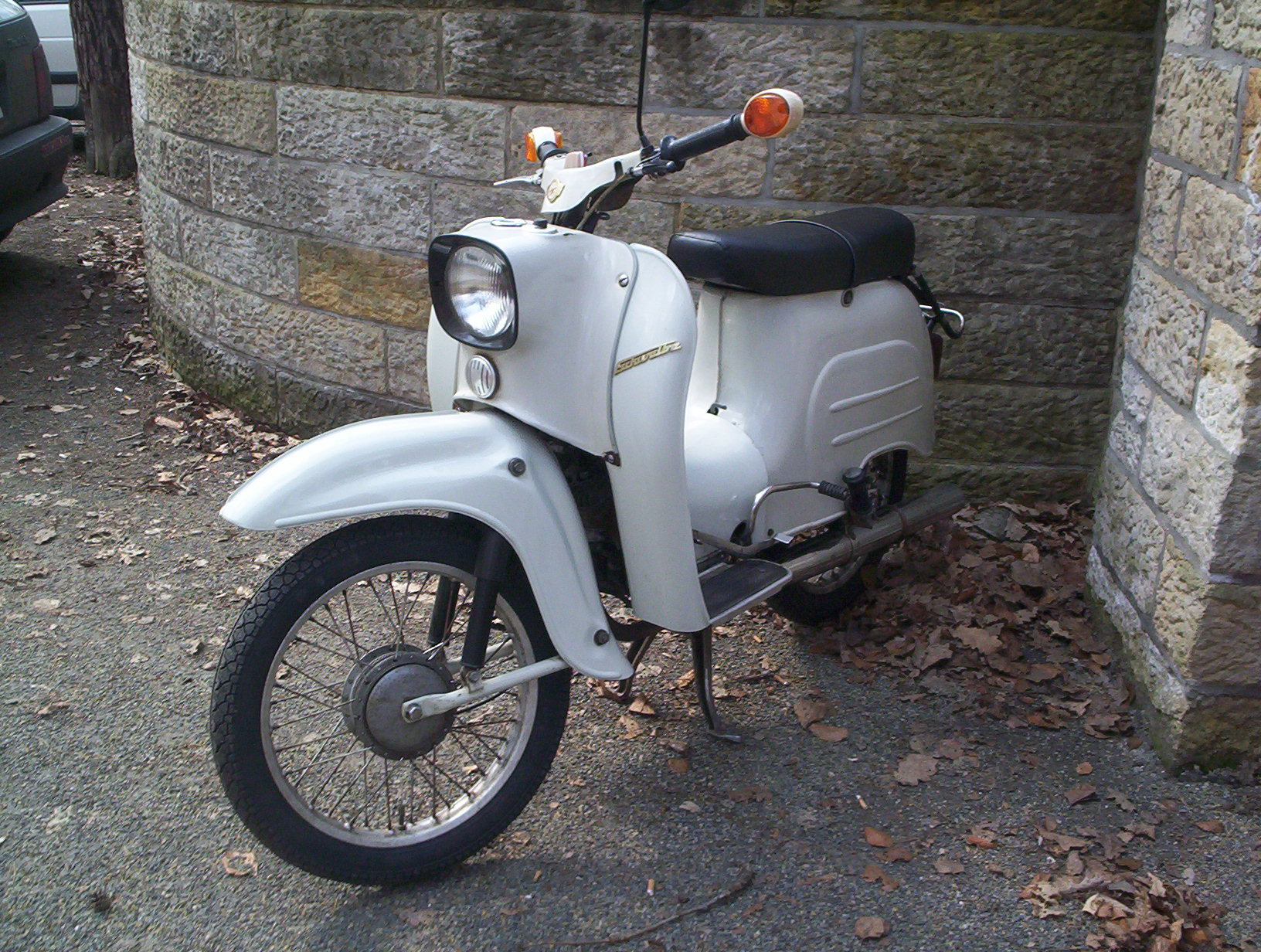
KR51/1K Bj. 76, Originalzustand

Ab 1968 wurde die Schwalbe unter der Bezeichnung KR 51/1 mit überarbeitetem Motor gefertigt. Dieser verfügte bei kaum veränderter Leistung über ein deutlich gesteigertes Drehmoment, das zudem bereits bei 5000/min anlag. Dadurch verbesserten sich Elastizität, Beschleunigung und Steigvermögen. Das Ansaugsystem wurde stark vergrößert und bestand fortan aus dem „Lambda-Topf“ am Vergaser, einem voluminösen Helmholtz-Resonanzbehälter hinter dem Getriebeblock und einem langen Gummischlauch, der bis unter den Lenker führte, wo sich auch der Luftfilter befand und die Luft einströmte. Neben einer wirksamen Ansauggeräuschdämpfung brachte dieses System noch eine geringfügige Leistungssteigerung auf 3,6 PS mit sich. Damit besaß die Schwalbe nun eine etwas höhere Leistung als der ebenfalls überarbeitete Star SR4-2/1. Zur Senkung des Geräuschpegels trug auch eine überarbeitete Auspuffanlage bei. Durch Überdrehen des Motors konnte – noch leichter als zuvor – eine Geschwindigkeit von mehr als 60 km/h erreicht werden, da die Leistung bei Drehzahlen oberhalb des Leistungsmaximums nur zögerlich abfiel. Im Testbericht wurde ein durchschnittlicher Verbrauch von 2,85 l/100 km ermittelt.
Äußerlich war die überarbeitete Schwalbe KR 51/1 vom bisherigen Modell nur durch die Form des Krümmers und Auspuffs zu unterscheiden. Auch das Farbprogramm blieb zunächst unverändert. Von der Fachpresse wurde die Kritik an der angeblich mangelhaften Formgestaltung der Schwalbe erneuert und ein baldiger Modellwechsel eingefordert, der jedoch nicht stattfand. Stattdessen gab es im Laufe der 1970er Jahre nur einige Veränderungen im Detail. Gummi- und Plasteteile sowie die Sitzbank wurden schwarz statt beigefarben ausgeführt. 1974 wurde der Auspuff verändert, zu erkennen an einem flach abgerundeten Endstück statt bisher spitz zulaufend. Dabei veränderte sich erneut das Klangbild der Schwalbe. Um 1972 wurde der hintere Bremsnocken nach außen verlegt, was eine bessere Nachstellbarkeit der Hinterradbremse ermöglichte. Die anfänglich unregelmäßige Form des Rückspiegels wich einem rechteckigen Spiegel. Dieser wiederum wurde 1975 durch einen schwarzen runden Spiegel abgelöst.
Wichtig war die Umstellung des oberen Pleuellagers von Bronzebuchse auf Nadellagerung, womit das nötige Gemisch trotz der seinerzeit mangelhaften Ölqualität von 1:33 auf 1:50 reduziert werden konnte. Die Umstellung erfolgte 1975/76 ab Motornummer 1900508 (M53/1 KF), 0299554 (M53/1 KH) und 0540333 (M53/11 AR). Ferner wurden ab Mitte 1976 der Kupplungshebel und der Vorderradbremshebel aus Kunststoff gefertigt. Bei der nur noch selten ausgelieferten Variante mit Handschaltung wurden die Bedienhebel aus Metall wie auch der graue rechteckige Rückspiegel beibehalten.
Anders als die anderen Modelle der Vogelreihe wurde die Schwalbe über das Jahr 1975 hinaus weitergebaut. Als Begründung wurde im Jahr 1979 offiziell herangezogen, dass sich die Schwalbe einer sogar steigenden Nachfrage und Beliebtheit erfreue und eine besonders geglückte Konstruktion darstelle.

### Modell KR 51/1 und KR 51/1 F
Diese beiden Grundmodelle waren mit reibungsgedämpften Federbeinen ausgestattet. Typische Farbe war ein kräftiges Blau. Bis 1973 war außerdem die Farbe tundragrau im Angebot. Zum Schalten des Getriebes hatte das Modell KR 51/1 F eine Fußschaltwippe. Außerdem wurde in geringer Stückzahl weiterhin die Handschaltung mit Schaltdrehgriff am Lenker gefertigt. Etwa 1977 gab es die auf 625 mm verlängerte Sitzbank.

### Modell KR51/1S
Diese Roller-Sonderausführung hatte als wichtigstes Unterscheidungsmerkmal eine automatische, fliehkraftgesteuerte Lamellenkupplung. Die Einschaltdrehzahl lag bei 2300/min und die Fassdrehzahl (vollständig geschlossene Kupplung) bei 4000/min, wobei die erforderlichen Drehzahlen abhängig von Einflussfaktoren auf den Reibwert in der Fahrpraxis erheblich schwanken konnten. Um Gewicht und Abmessungen der Kupplung gering zu halten, wurde eine selbstverstärkende Komponente ergänzt, die ein relativ frühes Einkuppeln gewährleistete. Bei einem Gangwechsel wurde die Kupplung (unabhängig von der Motordrehzahl) durch Betätigen der Schaltwippe automatisch mit getrennt, indem ein Druckstift das Lösen der Kupplung von einer Stützscheibe bewirkte. Nach etwas Eingewöhnung ist diese Variante vor allem im dichten Stadtverkehr von Vorteil. In Zuverlässigkeit und Langlebigkeit steht die automatische Kupplung für sich genommen der gewöhnlichen Ausführung in nichts nach. Allerdings lässt sich die S-Schwalbe bei eventuellen Startproblemen nicht anschieben, und ein einwandfreies, stabiles Leerlaufverhalten ist besonders wichtig, da der Motor nicht jederzeit mit Gas geben „am Leben gehalten“ werden kann. Dies ist nicht unproblematisch, da der Einzylinder-Zweitaktmotor zu instabilen Leerlaufdrehzahlen neigt.
Die außenliegende 12-Volt-Zündspule der S-Schwalbe brachte eine Erhöhung der Scheinwerferleistung auf 25 Watt mit sich. Die S-Schwalbe war außerdem mit komfortablen hydraulisch gedämpften Federbeinen ausgestattet, die (nur bei diesem Modell) verchromte Hülsen trugen. Eine neu geformte, längere Sitzbank vervollständigte die gehobene Ausstattung. Die Lackierung erfolgte zunächst in Olivgrün, wobei die Lenkerschale beige lackiert wurde. 1978 wurde auf die Farbe Signalrot umgestellt. Zu erkennen gibt sich der Typ auch am Schriftzug „SchwalbeS“ und dem fehlenden Kupplungshebel.
In den 1960er Jahren gab es bei Kraftfahrzeugen einen allgemeinen Trend zur Automatisierung von Schaltvorgängen, der bei der Kundschaft in Europa aber nur wenig Anklang fand. Mit dem Typ KR 51/1 S wollte Simson diesem Trend folgen. Doch auch in der damaligen DDR blieb die Nachfrage hinter den Erwartungen zurück. Simson entschied sich daher, die Komfortmerkmale auch mit herkömmlicher Schaltung anzubieten. Heraus kam dabei das populäre Modell K. Die Schwalbe mit automatischer Kupplung wurde 1980 ersatzlos aus dem Sortiment gestrichen. Noch länger fand diese Kupplung im Duo Verwendung, wo sie den Bedürfnissen von Menschen mit Gehbehinderung entgegenkommen sollte. Die Fliehkraftkupplung wurde außerdem auch im Simson SL1 verwendet.

### Modell KR 51/1 K
Bei dieser Variante des Kleinrollers wurden Motor und Elektrik der Grundausstattung mit den Komfortmerkmalen der S-Schwalbe kombiniert. Die hydraulisch gedämpften Federbeine verbesserten Fahrkomfort und Bodenhaftung der Räder erheblich. Ferner bot die längere Sitzbank günstigere Voraussetzungen für den Soziusbetrieb, ab etwa 1977 wurde jedoch auch das Grundmodell mit dieser Sitzbank ausgestattet. Ansonsten unterschied sich das K-Modell noch durch die Lackierung vom Grundtyp: Es gab sie in Pastellweiß mit goldfarbenem Schriftzug (ab 1978 in Saharabraun und dem gewöhnlichen silbernen Schriftzug).

### Technische Daten
|                       | KR 51/1                                                    | KR 51/1 F                                                  | KR 51/1 K                                                      | KR 51/1 S                                                      |
| --------------------- | ---------------------------------------------------------- | ---------------------------------------------------------- | -------------------------------------------------------------- | -------------------------------------------------------------- |
| Bauzeit               | 1968–1980                                                  | 1968–1980                                                  | 1974–1980                                                      | 1968–1980                                                      |
| Motor                 | M53/1 KH                                                   | M53/1 KFR                                                  | M53/1 KFR                                                      | M53/11 AR                                                      |
| Hubraum               | 49,6 cm³                                                   | 49,6 cm³                                                   | 49,6 cm³                                                       | 49,6 cm³                                                       |
| Verdichtung           | 9,5:1                                                      | 9,5:1                                                      | 9,5:1                                                          | 9,5:1                                                          |
| Leistung              | 2,65 kW (3,6 PS) / 5700/min                                | 2,65 kW (3,6 PS) / 5700/min                                | 2,65 kW (3,6 PS) / 5700/min                                    | 2,65 kW (3,6 PS) / 5700/min                                    |
| Drehmoment            | 4,71 Nm bei 5000/min                                       | 4,71 Nm bei 5000/min                                       | 4,71 Nm bei 5000/min                                           | 4,71 Nm bei 5000/min                                           |
| Kühlung               | Radialgebläse                                              | Radialgebläse                                              | Radialgebläse                                                  | Radialgebläse                                                  |
| Zündung               | Magnetzündung mit Unterbrecher                             | Magnetzündung mit Unterbrecher                             | Magnetzündung mit Unterbrecher                                 | Magnetzündung mit Unterbrecher                                 |
| Zündspule             | 6 Volt                                                     | 6 Volt                                                     | 6 Volt                                                         | 12 Volt                                                        |
| Vergaser              | 16 N 1-5 von BVF                                           | 16 N 1-5 von BVF                                           | 16 N 1-5 von BVF                                               | 16 N 1-5 von BVF                                               |
| Getriebe              | 3-Gang-Klauengetriebe                                      | 3-Gang-Klauengetriebe                                      | 3-Gang-Klauengetriebe                                          | 3-Gang-Klauengetriebe                                          |
| Schaltbetätigung      | Handschaltung, manuelle Kupplung                           | Fußschaltung, manuelle Kupplung                            | Fußschaltung, manuelle Kupplung                                | Fußschaltung, halbautomatische Fliehkraftkupplung              |
| Rahmen                | Doppelrohr                                                 | Doppelrohr                                                 | Doppelrohr                                                     | Doppelrohr                                                     |
| Radführung vorn       | geschobene Langschwinge mit reibungsgedämpften Federbeinen | geschobene Langschwinge mit reibungsgedämpften Federbeinen | geschobene Langschwinge mit hydraulisch gedämpften Federbeinen | geschobene Langschwinge mit hydraulisch gedämpften Federbeinen |
| Radführung hinten     | Langschwinge mit reibungsgedämpften Federbeinen            | Langschwinge mit reibungsgedämpften Federbeinen            | Langschwinge mit hydraulisch gedämpften Federbeinen            | Langschwinge mit hydraulisch gedämpften Federbeinen            |
| Bereifung             | 2,75 × 16" (alte Bez. 20 × 2,75)                           | 2,75 × 16" (alte Bez. 20 × 2,75)                           | 2,75 × 16" (alte Bez. 20 × 2,75)                               | 2,75 × 16" (alte Bez. 20 × 2,75)                               |
| Scheinwerfer          | Bilux 15/15 W; 6 Volt                                      | Bilux 15/15 W; 6 Volt                                      | Bilux 15/15 W; 6 Volt                                          | Bilux 25/25 W; 6 Volt                                          |
| Gewicht               | 80 kg                                                      | 80 kg                                                      | 80 kg                                                          | 83,5 kg                                                        |
| Nutzlast              | 180 kg                                                     | 180 kg                                                     | 180 kg                                                         | 176,5 kg                                                       |
| Höchstgeschwindigkeit | 60 km/h                                                    | 60 km/h                                                    | 60 km/h                                                        | 60 km/h                                                        |
| Neupreis              | 1265 Mark                                                  | 1265 Mark                                                  | 1350 Mark                                                      | 1400 Mark                                                      |
| Stückzahl             | 25 000                                                     | 350 000                                                    | 185 000                                                        | 44 600                                                         |

## Baureihe KR 51/2

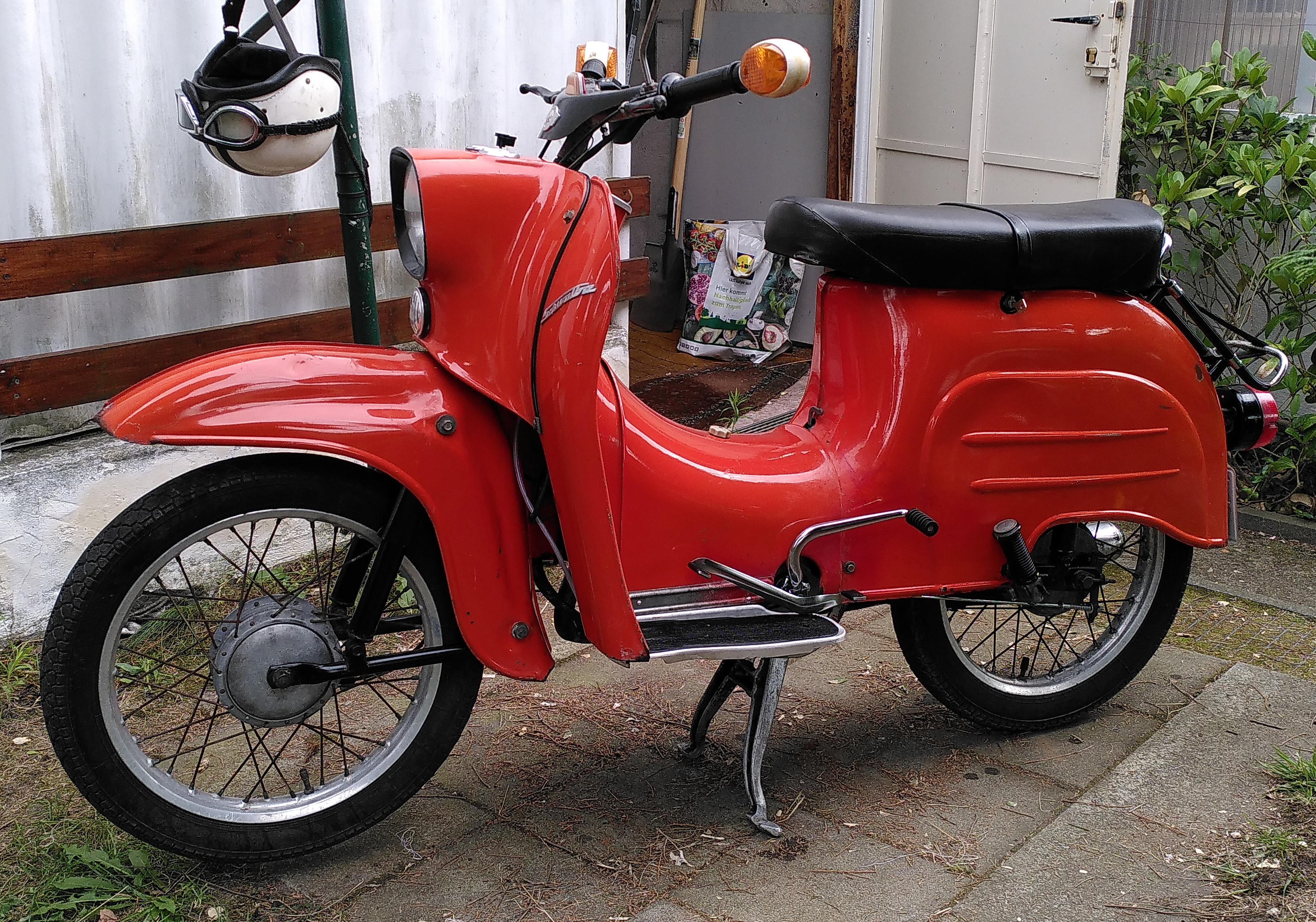
KR 51/2 L von 1981, unrestauriertes Original

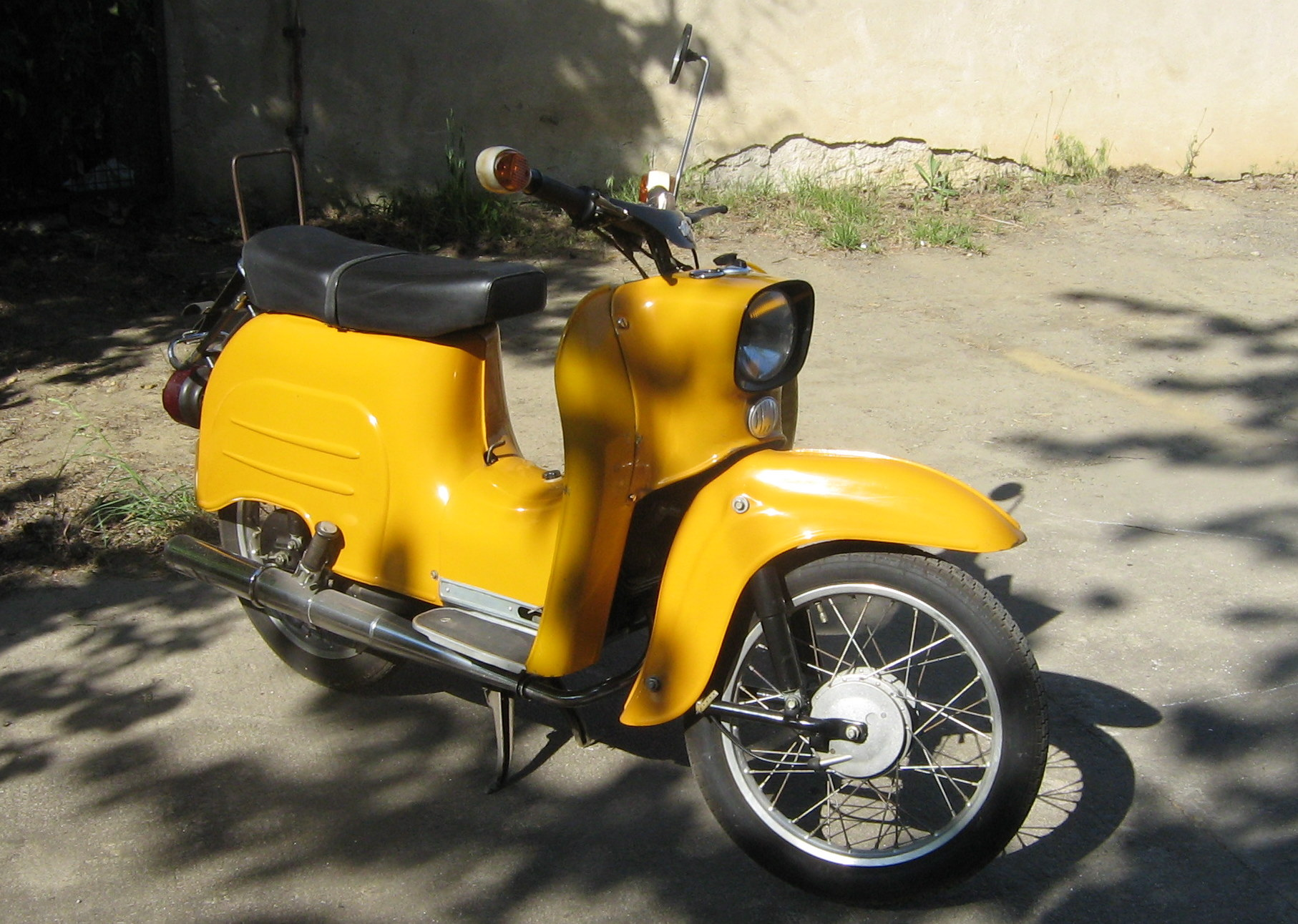
KR 51/2 von 1984

Diese letzte Baureihe der Schwalbe wurde von 1980 bis zum 31. März 1986 produziert. Wesentliche Neuerung war der neu konstruierte, fahrtwindgekühlte 3,7-PS-Motor M541. Dieser Motor war sparsamer, elastischer und mit wahlweise drei oder vier Gängen, mit Unterbrecher oder kontaktloser Hochspannungskondensatorzündung lieferbar. Mit der veränderten Motoraufhängung und der verringerten Nenndrehzahl (5500 min−1) wurden die Vibrationen an Lenker, Trittbrett und Sitzbank erheblich reduziert. Auch das Getriebe wurde neu konstruiert, die bisherige Klauenschaltung wurde auf Ziehkeilschaltung umgestellt. Auf Fahrpraxis und Zuverlässigkeit wirkte sich die Umstellung des Schaltprinzips kaum aus, jedoch konnte nun die 4-Gang- und perspektivisch auch eine 5-Gang-Variante (ab 1997 im MS 50 Sperber) mit wenig Änderungsaufwand angeboten werden. Für den Einbau des neuen Motors in die Schwalbe wurde eine Rahmenänderung erforderlich. Sie bestand im Wegfall des Mittelstegs durch die nicht mehr nötige Aufhängung des Zylinderkopfs, dafür gab es zusätzliche Verstärkungsbleche an der hinteren Motoraufhängung.
Durch den Wegfall des Gebläses verringerte sich der Geräuschpegel, jedoch war der Motorlauf etwas rauer als bisher. Der Schutz vor Überhitzung war nun nicht mehr optimal, jedoch weiterhin ausreichend, zumal die Kühlung durch die Bündelung des Luftstroms im Motortunnel gegenüber den S 51-Modellen noch günstig ausfiel. Nur in Extremsituationen wie langen, steilen Bergauffahrten bei hohen Außentemperaturen konnte nun ein Überhitzen auftreten. Insgesamt stellte der Motor einen deutlichen Fortschritt dar. Sein größter Vorteil ist, dass er sein Drehmoment bereits bei vergleichsweise niedrigen Drehzahlen entfaltet. In der Praxis bedeutet es, dass nicht so früh zurückgeschaltet werden muss bzw. eher hochgeschaltet werden kann. Mit dem 4-Gang-Getriebe trat eine zusätzliche Verbesserung ein. Auch der Kraftstoffverbrauch lag mit nun 2,6 l/100 km um gut 10 % günstiger als bisher. In Verbindung mit der kontaktlosen Zündung (nur in der L-Ausstattung) kann dieser Motor auch heute noch als wirtschaftlich gelten.
Weitere technische Änderungen: Die Hinterradbremse wurde von Bowdenzug auf Gestängebetätigung umgestellt, dadurch konnte die unerwünschte Seilzug-Elastizität vermieden und die Ansprechzeit verkürzt werden. Die Elektrikbauteile wurden unter das vordere Abdeckblech verlegt, der vorher dort sitzende Luftfilter saß nun direkt vor dem Vergaser; lediglich das Ansaugrohr für die Luft verblieb unter dem Knieblech. Außerdem wurde die Leistung der Bremsleuchte von 18 auf 21 Watt erhöht. Die Scheinwerferleistung lag nun bei allen Modellen bei mindestens 25 Watt. Der Rückspiegelarm wurde um 50 mm verlängert, die Schließzahl des Lenkerschlosses erhöht und die Trittbrettform geringfügig geändert. Der Ladestrom für die Batterie wurde erhöht.
Äußerlich ist die /2er-Typenreihe kaum von ihren Vorläufern zu unterscheiden. Die Abgasanlage wurde auf die rechte Fahrzeugseite verlegt. Damit wurden der Ausbau des Hinterrades sowie das Betätigen des Kippständers erleichtert die Verbrennungsgefahr verringert. Ins Auge fällt außerdem das runde Rücklicht vom S 50. 1983 wurde es durch das größere, ebenfalls runde Rücklicht BSL 122 ersetzt, das mit drei statt bisher zwei Schrauben befestigt wurde. Außerdem sind die /2er an einem generell schwarz lackierten Lenkerblech mit einer etwas anderen Form zu erkennen.
Die Fachpresse lobte 1980 die unzweifelhaft hohen Qualitäten der Schwalbe. Auch wenn die Formgestaltung nicht mehr dem Zeitgeist entsprach, war die Nachfrage nach wie vor steigend.

### Modell KR 51/2 N
Dieser generell mit Fußschaltung ausgestattete Grundtyp erhielt den neuen Motor in 3-Gang-Ausführung. Für die Radfederung wurden weiterhin reibungsgedämpfte Federbeine eingesetzt. Im Gegensatz zu den N-Ausführungen anderer Simsonmodelle verfügte die N-Schwalbe über Batterie und Blinker und auch über 25 Watt Scheinwerferleistung. Stückzahl: 90.800. Die Lackierung erfolgte zunächst traditionell in Blau und ab 1983 in Saharabraun. Damit schied das typische Blau aus der Farbpalette aus.

### Modell KR 51/2 E
Dieses Modell war mit hydraulisch gedämpften Federbeinen und dem neuen Motor in 4-Gang-Ausführung ausgestattet. Vor allem für Bergauffahrten und Soziusbetrieb ergab sich daraus eine weitere Verbesserung der Fahrleistungen. Stückzahl: 124.500; Motor M541KFR. Der Einzelhandelsverkaufspreis für dieses Rollermodell lag bei 1755 Mark. Die Farbgebung war bis 1984 das gelbliche saharabraun, später kräftig biberbraun.

### Modell KR 51/2 L
In diesem Luxusmodell war über die Ausstattung der E-Schwalbe hinausgehend eine wartungsfreie elektronische Zündanlage montiert und dadurch gleichzeitig die Scheinwerferleistung auf 35/35 W erhöht worden. Der Wegfall des mechanischen Unterbrechers erhöhte die Alltagstauglichkeit, da die Zündanlage nun weitgehend verschleiß- und wartungsfrei arbeitete. Als Antrieb wurde der Motor M541 KFR verwendet. Die Farben dieses Modells waren erst Kirschrot und ab 1982 Billardgrün.

### Technische Daten
|                       | KR 51/2N                                | KR51/2E                                 | KR 51/2L                                |
| --------------------- | --------------------------------------- | --------------------------------------- | --------------------------------------- |
| Bauzeit               | 1980–1986                               | 1980–1986                               | 1980–1986                               |
| Motor                 | M 531KFR                                | M 541KFR                                | M 541KFR                                |
| Hubraum               | 49,9 cm³                                | 49,9 cm³                                | 49,9 cm³                                |
| Verdichtung           | 9,5:1                                   | 9,5:1                                   | 9,5:1                                   |
| Leistung              | 2,7 kW (3,7 PS) / 5500/min              | 2,7 kW (3,7 PS) / 5500/min              | 2,7 kW (3,7 PS) / 5500/min              |
| Kühlung               | Fahrtwind                               | Fahrtwind                               | Fahrtwind                               |
| Getriebe              | 3-Gang-Fußschaltung                     | 4-Gang-Fußschaltung                     | 4-Gang-Fußschaltung                     |
| Rahmen                | Doppelrohr                              | Doppelrohr                              | Doppelrohr                              |
| Radführung vorn       | Langschwinge mit Federbein              | Langschwinge mit Federbein              | Langschwinge mit Federbein              |
| Radführung hinten     | Schwinge mit Federbein                  | Schwinge mit Federbein                  | Schwinge mit Federbein                  |
| Bereifung             | 2,75 × 16" (alte Bezeichnung 20 × 2,75) | 2,75 × 16" (alte Bezeichnung 20 × 2,75) | 2,75 × 16" (alte Bezeichnung 20 × 2,75) |
| Gewicht               | 80 kg                                   | 81,5 kg                                 | 81,5 kg                                 |
| Nutzlast              | 180 kg                                  | 178,5 kg                                | 178,5 kg                                |
| Höchstgeschwindigkeit | 60 km/h                                 | 60 km/h                                 | 60 km/h                                 |
| Stückzahl             | 90.800                                  | 124.500                                 | 84.900                                  |

## Zubehör

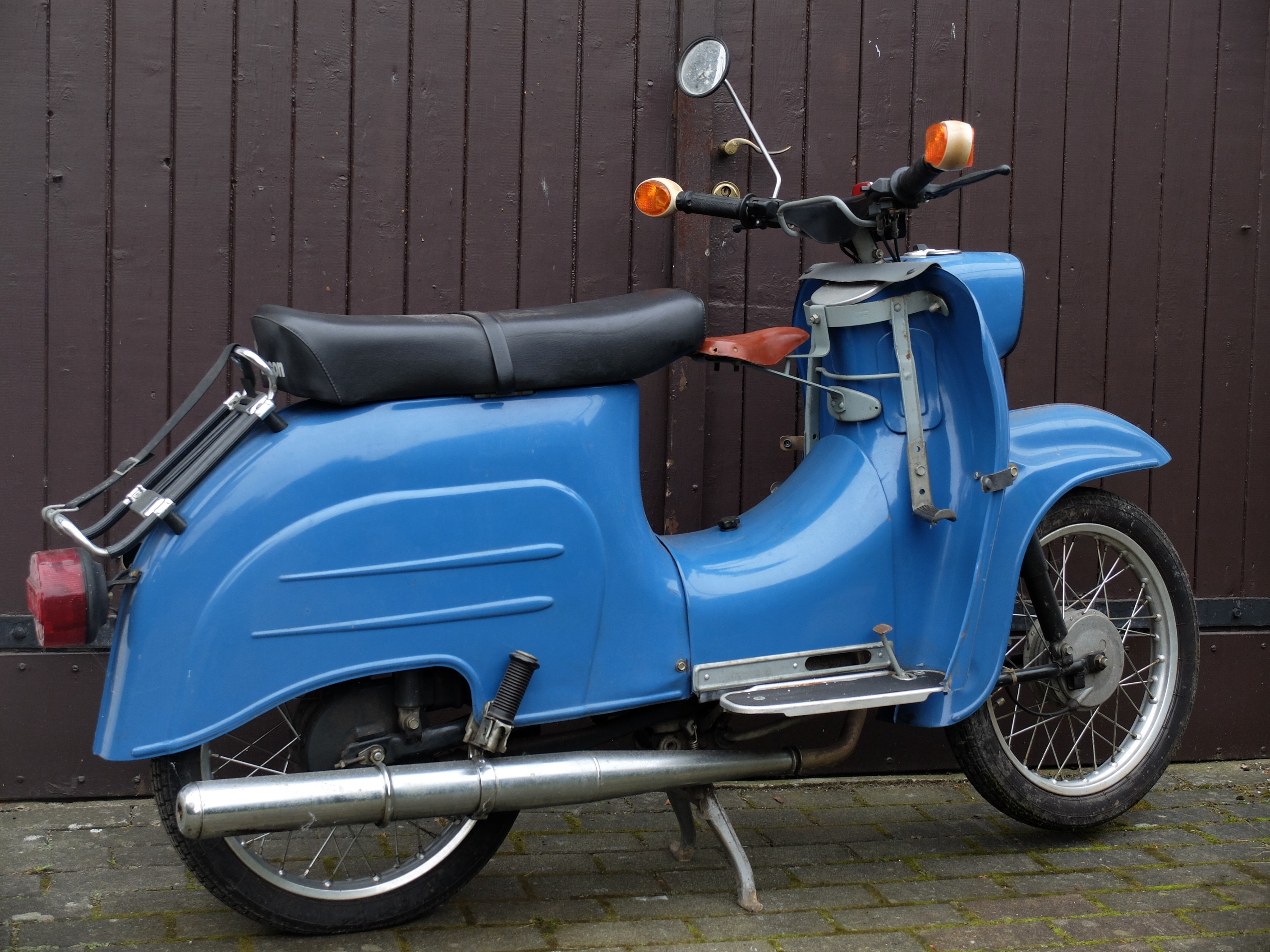
KR 51/2 N von 1983 unrestauriert, mit Kindersitz.

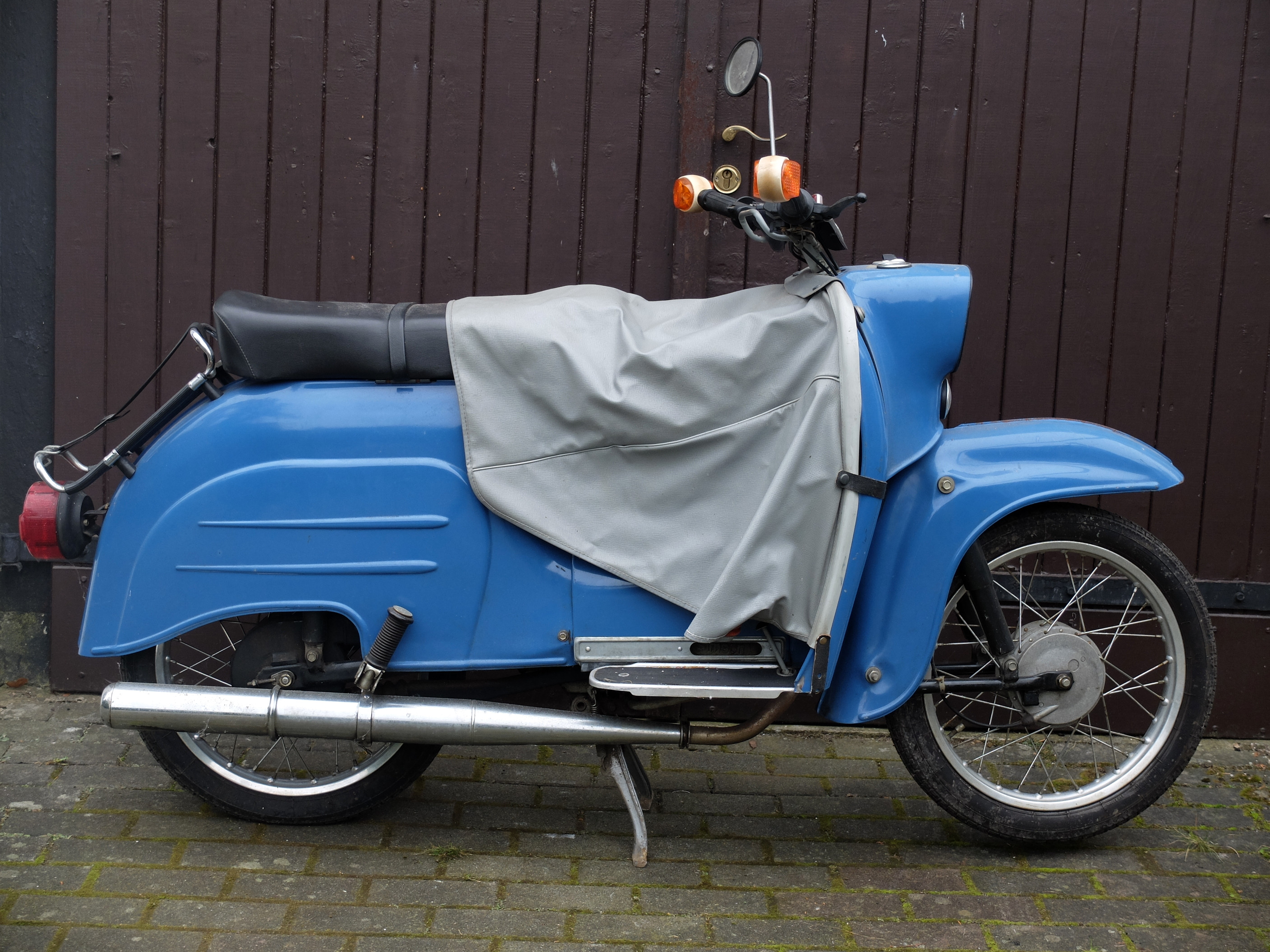
KR 51/2 N von 1983 unrestauriert, mit Kniedecke.

Folgendes Originalzubehör war für die Schwalbe erhältlich:
- Anhängerkupplung mit Elektrikanschluss[20][21]
  - Es dürfen ausschließlich Anhänger des Metallkombinats Heldrungen (MKH), später Metallwerke Heldrungen (MWH) vom Modelltyp M1, M2 und M3 gezogen werden. Andere Modelle sind trotz konstruktiver Ähnlichkeiten auch nach entsprechenden technischen Anpassungen unzulässig.
  - Das Gesamtgewicht des Anhängers darf 60 kg nicht überschreiten.
- Kindersitz[22]
  - Der Sitz ist zugelassen für eine Höchstbelastung von 20 kg für Kinder bis zum vollendeten 6. Lebensjahr.
  - Bei Anbau der Kindersitzes ist das Mitführen eines Anhängers ausgeschlossen.
  - Bei der Benutzung des Kindersitzes darf die zulässige Achslast und die zulässige Gesamtmasse des Fahrzeuges nicht überschritten werden.
- Kniedecke
- eine am Lenker zu montierende Windschutzscheibe,[23] die unterhalb angebrachten Lederlappen schützen die Hände vor Fahrtwind und Regen

## Verbreitung und Gesamtstückzahl

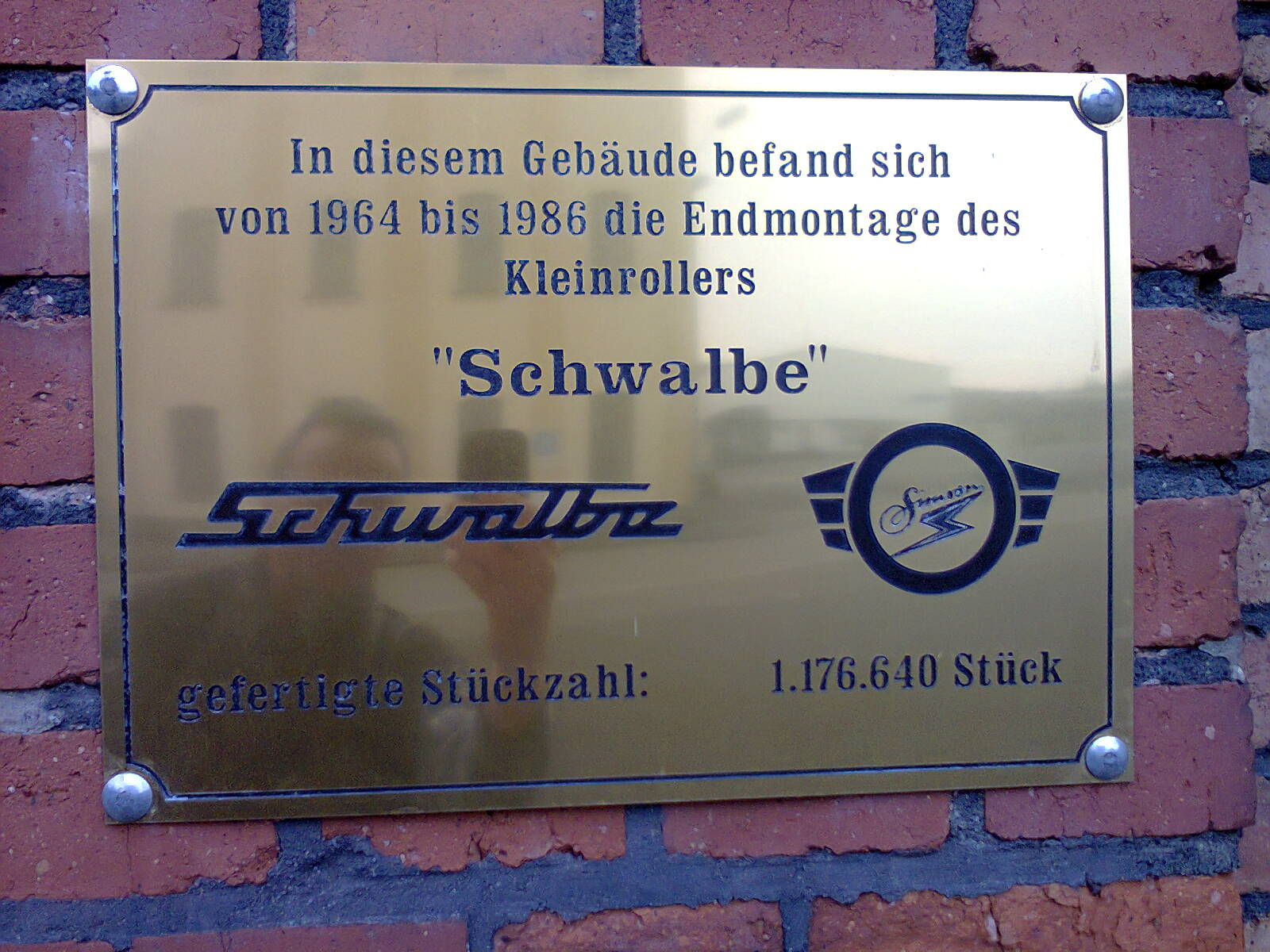
Schild am ehem. Produktionsstandort der Schwalbe

Die Schwalbe war das erste zweisitzige Kleinkraftrad von Simson. Sie wies deutlich bessere Gebrauchseigenschaften auf als der ebenfalls in der DDR erhältliche zweisitzige Kleinroller Jawa 05. Ganz wesentliche Sympathien gewann die 50er-Klasse aus der DDR dank der Festlegung der StVZO-DDR, nach der motorisierte Zweiräder mit einem Hubraum bis 50 cm³ und mit einer erreichbaren Höchstgeschwindigkeit von 60 km/h bereits von Personen gefahren werden durften, die ihr 15. Lebensjahr vollendet hatten. Allerdings bevorzugten Jugendliche zu DDR-Zeiten in der Regel die sportlicheren Mokick-Modelle Star und Habicht und später die S50/S51-Reihe. Die Schwalbe war jedoch in breiten Altersgruppen überaus beliebt. Zeitweise war die Nachfrage so hoch, dass keine neuen Bestellungen mehr angenommen wurden. Beteiligt daran war der auch für damalige Verhältnisse geringe Neupreis von anfangs 1265 Mark.
Einen gewissen Kultstatus erlangte sie bereits damals durch den Film Schwester Agnes von 1975. Nach 1990 entwickelte sich die Schwalbe zunächst im Westen zu einem Kultfahrzeug, noch heute befinden sich die meisten Schwalbe-Fanclubs in Westdeutschland. Inzwischen gilt sie jedoch auch in ihrer Heimat als ein beliebter Klassiker. Im Jahre 2015 waren in Deutschland schätzungsweise 150.000 Schwalben für den Straßenverkehr zugelassen.
Über die produzierte Gesamtstückzahl existieren voneinander abweichende Angaben. Neben der Angabe von 1 058 300 produzierten Fahrzeugen findet sich am ehemaligen Werksgebäude eine Plakette, die eine Gesamtstückzahl von 1 176 640 ausweist.

## Export
Bereits 1964 wurden Schwalben nach Marokko, Griechenland, Iran und in die Türkei exportiert. Später wurde die Schwalbe jedoch vorrangig für den Inlandbedarf produziert und nur in geringem Umfang exportiert. Dementsprechend sind Export-Schwalben recht selten und waren entsprechend der länderspezifischen Gesetzeslage anders ausgestattet. Die nach Ungarn exportierten Fahrzeuge hatten teilweise keine Blinker, keine Sozius-Fußrasten und waren durch Änderungen an Vergaser, Auspuff, Zylinder und Ritzel teilweise auf 40 km/h gedrosselt. Auch das Farbprogramm wich vom regulären Angebot ab. Einen offiziellen Export in die BRD gab es nicht. Die heute in Westdeutschland vorkommenden Schwalben gelangten erst nach der Wiedervereinigung dorthin.

## Ersatzteillage
Dank des Baukastenprinzips sind viele Simson-Teile standardisiert und universell verwendbar. So kann zum Beispiel das Rad von vorn nach hinten und sogar zwischen den meisten Simson-Modellen getauscht werden. Die Schwalbe hat sehr viel gemeinsame Teile mit anderen Modellen der Vogelserie. Bis auf wenige Ausnahmen sind noch alle Ersatzteile auf dem Gebrauchtteile-Markt zu bekommen. Die Ersatzteillage ist außerdem durch diverse Reproduktionen gesichert. Die MZA (Meyer-Zweiradtechnik Ahnatal) GmbH aus Vellmar bei Kassel stellt fast alle Ersatzteile für die Schwalbe (wie auch für alle anderen SIMSON-Baureihen) neu her, allerdings erreicht man dabei häufig nicht die Qualität und Passgenauigkeit der Originalersatzteile.

## Vor- und Nachteile

### Vorteile
- Die Schwalbe darf mit der Führerscheinklasse AM (vorher M) gefahren werden, obwohl sie eine Höchstgeschwindigkeit von 60 km/h erreicht. Laut Einigungsvertrag und Fahrerlaubnisverordnung[27] dürfen in Deutschland Ein- und Mehrspurfahrzeuge der ehemaligen DDR mit maximal 50 cm³ Hubraum trotz einer (in der DDR zulässig gewesenen) Höchstgeschwindigkeit von 60 km/h immer noch mit der Klasse AM gefahren und als Kleinkraftrad versichert werden, sofern sie vor dem 28. Februar 1992[28] erstmals in den Verkehr kamen. Eigentlich ist die Klasse AM EU-weit auf Fahrzeuge mit einer bauartbedingten Höchstgeschwindigkeit von bis zu 45 km/h beschränkt.
- Infolge der Einstufung als Kleinkraftrad unterliegt die Schwalbe (wie auch andere hubraumgleiche Einspurfahrzeuge der ehemaligen DDR) nicht der Verpflichtung, sich regelmäßig der Hauptuntersuchung (HU) unterziehen zu müssen; eine Kraftfahrzeugsteuer wird – wenigstens in der Bundesrepublik – gleichfalls nicht erhoben.
- Die Technik ist anspruchslos, ausgereift und zuverlässig. Der Umbau auf zeitgemäße Elektrik (12 V, moderne Zündung, LED-Licht) ist ohne großen Aufwand möglich.
- Dank Magnetzündung gibt es mit der Schwalbe bei entladener oder defekter Batterie keine Startprobleme. Auch Scheinwerfer, Rücklicht, Bremslicht und Tachobeleuchtung bleiben in diesem Fall funktionstüchtig.
- Durch die wartungsfreundliche Konstruktion sind viele Reparaturen ohne großen Aufwand durchführbar, generell sind die Unterhaltskosten gering.
- Die Schwalbe ist dank ihres altmodischen und markanten Designs – wie die Vespa – zum Kultfahrzeug avanciert.
- Die Ersatzteilversorgung ist meist sehr gut und günstig, was einerseits am genannten Baukastenprinzip und einer hohen in der DDR produzierten Stückzahl liegt und andererseits auch an einer Vielzahl an nachproduzierten Teilen. Außerdem wurden zu DDR-Zeiten viele Ersatzteile „gebunkert“, sodass es auch heutzutage noch viele unbenutzte Originalteile zu vertretbaren Preisen gibt.

### Nachteile
- Die Vorderradführung der Schwalbe an einer Langschwinge bietet zwar einen deutlich besseren Federungskomfort als etwa die Kurzschwinge der Vespa. Allerdings neigt sie konstruktionsbedingt zu leichtem Lenkerpendeln,[13] vor allem bei Belastung des Gepäckträgers oder verschleißbedingt. Deutliches Lenkerpendeln kann auf ein ausgeschlagenes Stirnrohr hinweisen, wodurch die Lenkkopflager nicht mehr festsitzen (tritt häufiger auf). Weitere häufige Ursachen sind ein nicht reparierter Unfallschaden (verzogener Schwingenträger und/oder verzogene Schwinge), sowie unrund laufende Räder oder ungleichmäßig abgefahrene Reifen.
- Die für Rollerverhältnisse großen Laufräder ermöglichen einen stabilen Geradeauslauf. In schnellen Kurvenwechseln ist die Fahrstabilität jedoch infolge des relativ hohen Schwerpunkts und des gekröpften Lenkers etwas beeinträchtigt.
- Wegen der großen Sitzhöhe haben kleinere Personen beim Aufsteigen Schwierigkeiten sowie Probleme, sich auf der Schwalbe im Stand mit den Füßen sicher abzustützen, was auch in damaligen Testberichten kritisiert wurde. Die Sitzhöhe war bedingt durch den unter der Sitzbank untergebrachten Tank mit Fallbenzinsystem zum relativ hoch liegenden Motor.[13]
- Bei den früheren Ausführungen (bis 1979) können auch in technisch einwandfreiem Zustand störende Vibrationen in Lenkergriffen und Sitzbank auftreten.
- Der Rahmen der KR-51/2-Baureihe kann an der Motoraufhängung reißen, bei der älteren 51/1-Baureihe ist das nur selten der Fall, da hier eine weitere Halterung am Zylinderkopf vorhanden ist.
- Die Unterbrecherzündung (alle außer Modell L) erfordert regelmäßige Wartung.
- Das Blechkleid der Schwalbe erschwert den Zugriff auf die Technik (zum Beispiel ist der Benzinhahn erst nach Abnahme der Heckverkleidung demontierbar).
- Da es kaum noch Tankstellen gibt, die Zapfstellen für Zweitakt-Kraftstoff (Benzin-Öl-Gemisch im Verhältnis 1:33 bzw. 1:50) anbieten und die Schwalbe in Ermangelung einer automatischen Öldosiereinrichtung nur gemischten Kraftstoff verarbeiten kann, ist meistens Selbstmischung erforderlich.